# 주미
주미(1988년 1월 17일 ~)는 대한민국의 트로트 가수다. 2012년 트로트 싱글 '이게 뭡니까'로 데뷔했다.

## 방송
- 2015년 KBS2  《후계자》- 준우승
- 2020년 TV조선 《내일은 미스트롯 2》 - Top25(17위)
- 2023년 MBN 현역가왕 - Top30
- 2024년 MBN 주말드라마 《세자가 사라졌다》 - 오 상궁 역

## 음반
- 1st Trot Single 이게 뭡니까 (2012)
- 오빠 내 사랑 (2016)
- 아기자기 (AGIJAGI) (2017)
- 기죽지 말아요 (2019)
- 내일은 미스트롯2 예선전 베스트 PART2 (2020)
- 내일은 미스트롯2 데스매치 PART1 (2021)
- 내일은 미스트롯2 스페셜 반주 MR1 (2021)

## 수상
- 제12회 공주 박동진 판소리 명창명고대회 신인부 우수상 (2011)
- 제6회 황산벌 판소리 명창 명고대회 신인부 우수상 (2012)
- 제12회 새만금 전국 판소리 무용 경연대회 신인부 우수상 (2013)